# Vallgorguina (kommunhuvudort)
Vallgorguina är en kommunhuvudort i Spanien.   Den ligger i provinsen Província de Barcelona och regionen Katalonien, i den östra delen av landet, 500 km öster om huvudstaden Madrid. Vallgorguina ligger 222 meter över havet och antalet invånare är 1 827.
Terrängen runt Vallgorguina är huvudsakligen kuperad, men åt nordväst är den platt.  Närmaste större samhälle är Mataró, 13,0 km söder om Vallgorguina. 